# Henner Löffler

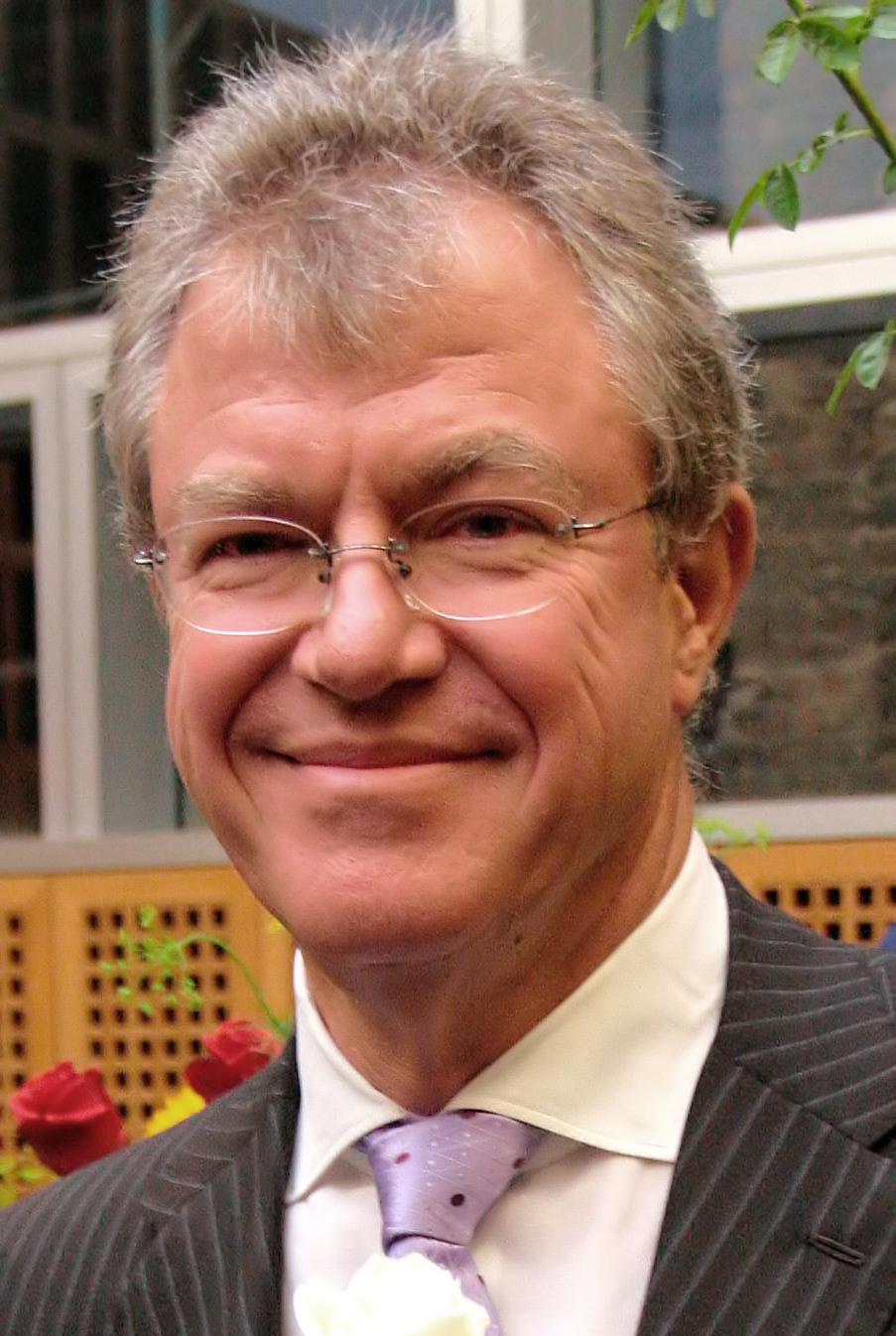
Henner Löffler- 2006 bei der Verleihung des Heimito-von-Doderer-Preises

Henner Löffler (* 9. Juli 1943 in Dresden)  ist ein deutscher Autor, Übersetzer und Mäzen. Er lebt in Köln und Toronto.

## Leben
Nach dem Abitur 1962 begann Henner Löffler das Studium der Wirtschaftswissenschaft, Soziologie und Politikwissenschaft in Köln, das er 1968 mit seiner Diplomarbeit über Totalitarismustheorie abschloss. Seine Dissertation über Territorialverhalten bei Tieren und Menschen brach er 1969 ab.
Er begann in der Industrie zu arbeiten und war bis 1984 in einem mittleren multinationalen Unternehmen tätig, zuletzt als Vertriebs- und Marketingvorstand. Nach einem Leveraged Buyout sah Löffler sich seit 1988 als „Privatier mit ein paar Aufsichtsratsmandaten.... Ansonsten lesend und schreibend sowie als stiller Teilhaber von Literaturverlagen tätig.“ (Zitiert nach Selbstdarstellung.)
Seither baut er eine Kunstsammlung auf und engagiert sich stark als Förderer und Sponsor in den Bereichen Wohltätigkeit, Literatur, Theater, Musik und Bildende Kunst. 1996 stiftete Löffler den Heimito von Doderer-Literaturpreis, mit dem er einerseits die Erinnerung an den Dichter Heimito von Doderer wachhalten möchte und andererseits die Öffentlichkeit auf Gegenwartsautoren aufmerksam machen will. Preisträger waren u. a. Ror Wolf, Martin Mosebach, Walter Kempowski, Galsan Tschinag, Felicitas Hoppe, Anne Weber, Gerhard Polt, Daniel Kehlmann, Anna Katharina Hahn und Heinrich Steinfest. Der Preis wurde zum vorläufig letzten Mal im Jahr 2010 vergeben.

## Werk
Löffler schrieb u. a. über Carl Barks, Charles Dickens, Heimito von Doderer, Arthur Conan Doyle, Vladimir Nabokov und Marcel Proust.
Seine Essay-Sammlung Doderer-ABC erschien 2000. Hier führt Löffler mit Aufsätzen zu 100 Stichworten durch Doderers Werk. Der Band enthält außerdem ein vollständiges kommentiertes Personenverzeichnis und stellt die vielfältigen Zusammenhänge im Gesamtwerk Doderers dar. Das Buch wurde 2002 von der Universität Wien als Dissertation angenommen.
In seinem 2004 erschienenen Lexikon Wie Enten hausen – die Ducks von A – Z würdigt er Carl Barks als bedeutenden Schriftsteller und Zeichner. In Artikeln zu über 50 Stichworten stellt Löffler den Kosmos von Entenhausen mit seinem tierisch-menschlichen Personal ausführlich vor. Denn Barks, so die These Löfflers, ist nicht nur Bestandteil der Geschichte der Comics, sondern prägte auch die Geschichte der Literatur des 20. Jh. insgesamt.

## Veröffentlichungen

### Bücher
- Macht und Konsens in den klassischen Staatsutopien. Eine Studie zur Ideengeschichte des Totalitarismus. (Demokratie und Frieden, Band 13). Heymann, Köln u. a. 1972, ISBN 3-452-17448-4.
- Doderer ABC. Ein Lexikon für Heimitisten. Beck, München 2000, ISBN 3-406-46188-3.
- Wie Enten hausen. Die Ducks von A – Z. Beck, München 2004, ISBN 3-406-51608-4.
- Adenauerianer. Gestalter, Macher, Zauberer – wem wir die Republik verdanken. Konrad Adenauer, Hugo Bergham, Christoph Hardt, Henner Löffler. Dittrich Verlag, 2025, ISBN 978-3-910732-46-9

### Aufsätze
- Samuel Beckett. Auf der Suche nach der Sprache. In: Konkret. März 1963, S. 21.
- Über die Rauchgewohnheiten Sherlock Holmes. In: Von Büchern & Menschen. Frankfurter Verlagsanstalt, Frankfurt 1990, S. 85–105.
  - Erweiterter Neuabdruck in: Das große Sherlock Holmes Hausbuch. Haffmans, Zürich 1993, S. 609–624.
  - nochmals erweiterter Neuabdruck in: Ein Holmes–Repertorium. Köln 1997. (Privatdruck)
- Dicke Damen oder: Ein schwerer Fall von Busenfetischismus. In: Von Büchern & Menschen. Frankfurter Verlagsanstalt, Frankfurt 1991, S. 70–81.
- Sherlock Holmes als Sportler. In: The Soft-Nosed Bullet-In. Nr. 23, Kempen 1997, S. 6–21.
- Ja, das war sehr wichtig. Sondersituationen der Literatur: Text und Bild als Einheit. In: Ein Holmes-Repertorium. Köln 1997.
- "Trethofen" (und andere späte Erzählungen). In: Gerald Sommer, Kai Luehrs-Kaiser (Hrsg.): Schüsse ins Finstere. Zu Heimito von Doderers Kurzprosa. (Schriften der Heimito von Doderer–Gesellschaft, Band 2). Königshausen & Neumann, Würzburg 2001, S. 131–140.
- Fünf Jahre Heimito von Doderer–Literaturpreis. Ein Rückblick. In: Schüsse ins Finstere. 2001, S. 199–202.
- Rede auf Ror Wolf. In: Kai Jürgens, Oliver Jahn (Hrsg.): Ähnliches ist nicht dasselbe. Eine rasante Revue für Ror Wolf. Ludwig Verlag, Kiel 2002, S. 325–327.
- Dickens und Doderer. In: Orten Erörtern. Festschrift für Engelbert Pfeiffer. Eigenverlag, Wien 2003, S. 112–118.
- Wie Enten hausen. Vortrag anlässlich der 25. Tagung der D.O.N.A.L.D in Hamburg, 12. April 2002. Gekürzter Abdruck in: Der Donaldist. Nr. 119 (2003) S. 30 ff.
- Joyce in Syrakus? In: literatur ohne kompromisse. ein buch für Jörg Drews. Aisthesis Verlag, Bielefeld 2004, S. 249–262.
- Dämonen und Subdämonen. In: Gerald Sommer (Hrsg.): Gassen und Landschaften. Heimito von Doderers "Dämonen" vom Zentrum und vom Rande aus betrachtet. (Schriften der Heimito von Doderer–Gesellschaft, Band 3). Königshausen & Neumann, Würzburg 2004, S. 293–308.
- Proust ... Beckett. Nabokov ... Doderer. In: Proustiana XXII, Mitteilungen der Marcel Proust Gesellschaft. Insel Verlag, Frankfurt/Leipzig 2005, S. 175–198.
- Nachwort. In: Henner Löffler, Kai Luehrs-Kaiser (Hrsg.); Dietrich Weber: Doderer – Miniaturen. Königshausen & Neumann, Würzburg 2004, S. 217–220.
- Ein englischer Proust. Zum 100. Geburtstag des Schriftstellers Anthony Powell. In: Neue Zürcher Zeitung. 21. Dezember 2005, S. 41.
- Kafkas Sätze. In: FAZ. vom ...; Unveränderter Abdruck in: Hubert Spiegel (Hrsg.): Kafkas Sätze. S. Fischer, Frankfurt 2009, S. 115–116.
- Unzuverlässige und psychopathische Ich-Erzähler. In: Jörg Drews, Gabi Pahnke (Hrsg.): Weimar ist ja unser Athen. Mit Seume in Weimar. Vorträge des Colloquiums zu Johann Gottfried Seume in Oßmannstedt 2007. Aisthesis, Bielefeld 2010, S. 37–58.
- Zur Metaphysik der Tücke des Objekts. In: Christoph Deupmann, Kai Luehrs-Kaiser (Hrsg.): Die Wut des Zeitalters ist tief. Die Merowinger und die Kunst des Grotesken bei Heimito von Doderer. Königshausen & Neumann, Würzburg 2010, S. 79–92.
- Von Hitchcock via Rodenbach zu Doderer? Vortrag bei der Tagung der Heimito von Doderer-Gesellschaft in Berlin. In: Gerald Sommer, Robert Walter (Hrsg.): Doderer, das Kriminelle und der literarische Kriminalroman. Zu Heimito von Doderers Ein Mord den jeder begeht. (Veröffentlichungen der Doderer-Gesellschaft, Band 6). Königshausen & Neumann, Würzburg 2011.
- Anthony Powell als Rezensent. Beitrag zur Festschrift anlässlich des 70. Geburtstages von Prof. Reiner Speck am 11. Juli 2011. Ein Exemplar gedruckt.
- Ich nehme Vanille! In: Richard David Precht (Hrsg.): AGORA. Nr. 42, 2011, S. 38–43.
- Foreword. In: Paul Dibble: Big Works. Auckland 2012.
- Seume und Wezel. In: Hier sitze ich wieder in meiner Klause. Der Sachse Seume und seine (Wahl-) Heimat Leipzig. Aisthesis, Bielefeld 2013, S. 285–308.
- Anthony Powell – Der englische Proust. In: Reiner Speck, Rainer Moritz, Michael Magnet (Hrsg.): Proustiana XXVII. Insel Verlag, Berlin 2013, S. 42–81.
- Der Astronaut lernt vom Tiefseetaucher. Einer der berühmtesten Sketche Loriots hat seine Quelle bei John Cleese, in: FAZ vom 6. Januar 2015, S. 9.

### Übersetzungen
- mit Hen Hermanns: Susan Geason: Fish im Trüben. Haffmans, Zürich 1994.
- mit Ruth Keen, Gertraude Krüger, Karsten Singelmann: John Cleese, Connie Booth: Fawlty Hotel. Sämtliche Stücke. Haffmans, Zürich 1995.
- P. G. Wodehouse: Aus den Notizen eines Privatdetektivs. In: Der Rabe. Magazin für jede Art von Literatur. Nummer 48, Haffmans, Zürich 1997, S. 157–162.
- Susan Geason: Buschfeuer. Roman. Heyne, München 1998.
- mit Gisbert Haefs : Ross Thomas: Keine weiteren Fragen:Ein Philip-St.Ives-Fall. Thriller. Alexander Verlag Berlin.

### Rezensionen
- Gisbert Haefs: Raja. In: Kölner Stadt Anzeiger. 9. Januar 2000.
- Martin Mosebach: Eine lange Nacht. In: Kölner Stadt Anzeiger. 22. Dezember 200 (Titel: Paradies im Palmengarten).
- Claudia und Michel Girardi: Preinblicke. In: Frankfurter Allgemeine Zeitung. 20. Dezember 2006.
- Hauptsache: Begeisterung. In: Bargfelder Bote. Hrsg. von Friedhelm Rathjen, Folgen 385–386, 2015, S. 28 f.